# Parrya pavlovii
Parrya pavlovii är en korsblommig växtart som beskrevs av A.N. Vassiljeva. Parrya pavlovii ingår i släktet Parrya och familjen korsblommiga växter. Inga underarter finns listade i Catalogue of Life.